# Psilopogon monticola
Psilopogon monticola е вид птица от семейство Брадаткови (Megalaimidae).

## Разпространение
Видът е разпространен в Индонезия и Малайзия.